# Grigory Sokolov
Grigory Lipmanovich Sokolov (Leningrado, 18 de abril 1950 ) é um pianista russo. 

## Biografia
Nascido em Leningrado, começou a estudar piano aos cinco anos de idade. Aos sete anos foi admitido no Conservatório da sua cidade natal, na classe de Leah Zelikhman. 
Em 1966, com apenas dezesseis anos, ganha o mundo musical como um dos talentos mais interessantes e mais promissores de sua geração, ganhando o primeiro prêmio no Concurso Tchaikovsky, sendo o júri unânime (presidido Emil Gilels).. 
Ele é regularmente convidado para as salas de concerto mais importantes da Europa, Estados Unidos e Japão. Tocou em Londres, Paris, Viena, Berlim, Amsterdam, Munique, Nova York. 
Ele tem colaborado com as mais prestigiadas orquestras, incluindo a Filarmónica de Nova Iorque, Londres, Munique e mais de 200 maestros como Myung Whun Chung, Neeme Järvi, Herbert Blomstedt, Sakari Oramo, Valery Gergiev, Trevor Pinnock. 
Assim nasceram as gravações históricas de obras de Bach, Beethoven, Chopin, Schubert, Brahms, Rachmaninoff, Prokofiev. 

## Repertório[3]
Boris ARAPOV

Concerto for violin, piano and percussion

Etude-Scherzo

Sonatas No.s 1 & 2
BACH

Art of Fugue

English Suite No.2

Fantasy & Fugue BWV904

French Suite No.3

Goldberg Variations

Italian Concerto

Partitas No.s 2, 4 & 6

Sonata in A-min after Reinken’s Hortus Musicus 1-5, BWV760

Toccata BWV914

Well-Tempered Clavier Book I, 1-8

Well-Tempered Clavier Book II
BACH-SILOTI Prelude in b-min

BACH-BRAHMS Chaconne for the left-hand BWV1004

BACH-BUSONI "Ich ruf zu dir, herr Jesus Christ" BWV639

BACH-BUSONI "Nun freut euch, lieben Christen g’mein" BWV734
BEETHOVEN

Sonatas No.s 2, 3, 4, 7, 9-11, 13-17 & 27-32

Diabelli Variations

Concertos No.s 1 & 5

Rondos Op.51 & Op.129
BRAHMS

Ballades Op.10

Concertos No.s 1 & 2

Fantasies Op.116

Intermezzi Op.117

Rhapsodies Op.79

Sonatas No.s 1 & 3
BYRD

Pavan & Galliard MB52

Alman MB11

Prelude MB12

Clarifica me Pater (II) MB48

Qui Passe MB19

March before the Battle MB93

Battle MB94

Galliard for Victory MB95
CARVALHO-SOKOLOV Toccata and Andante in G

CHOPIN

Ballade No.4 in F minor, Op.52

Concertos No.s 1 & 2

Etude Op.10 No.8

Etudes Op.25

Fantasie-Impromptu Op.66

Fantasy Op.49

Impromptus Op.29, Op.36 & Op.51

Mazurkas Op.7 No.2, Op.17 No.4, Op.30 No.s 1-4, Op.33 No.4, Op.50 No.s 1-3, Op.63 No.s 1-3, Op.68 No.s 2-4, Op.posth

Nocturnes Op.32 No.s 1 & 2, Op.48 No.s 1 & 2, Op.62 No.s 1&2, Op.72, Op.posth

Polonaise-Fantasie Op.61

Polonaises Op.26 No.s 1 & 2, Op.40 No.2, Op.44, Op.53, Op.posth.

Preludes Op.28

Sonatas Nos. 2 & 3

Waltz No.17 Op.posth
COUPERIN

Pieces de clavecin Book III Ordre XIII & Ordre XVIII
DEBUSSY

Canope (from Preludes, Book II, No.10)
FRANCK

Prelude, Chorale & Fugue
FROBERGER

Toccata FbWV101

Canzon FbWV301

Fantasia FbWV201

Ricercar FbWV411

Capriccio FbWV508

Partita FbWV610
HAYDN

Piano Sonatas Hob XVI: 23, 37 & 34
LISZT

La Campanella

Rhapsodie Espagnole
KOMITAS

Six Dances
MOZART

Concertos No.s 23 & 24

Sonatas KV.280, KV.310, KV.332 & KV.457

Fantasy KV.475
PROKOFIEV

Concerto No.1

Sonatas No.s 3, 7 & 8
RACHMANINOV

Concertos No.s 2 & 3

Preludes Op2 No.3, Op.23 No.s 1-8 & 10, Op.32 No.5
RAMEAU

Suite in G
RAVEL

Gaspard de la nuit

Oiseaux Tristes (From Miroirs)

Prelude

Sonatine

Tombeau de Couperin
SAINT-SAENS

Concerto No.2
SEIXAS-SOKOLOV Toccatas in D & C
SCHOENBERG

Two Pieces Op.33
SCHUBERT

Impromptus D.935 No.s 1 & 2

Moment Musicaux D.780

Sonatas D537, D.664, D.784, D.850, D.894, D.958, D.959 & D.960

Wanderer Fantasy
SCHUMANN

Arabesque Op.18

Carnaval Op.9

Fantasie Op.17

Geister-Vars

Kreisleriana Op.16

Novelletten Nos. 2, 7 & 8

Sonatas Nos. 1, 2 & 3
SCRIABIN

Caresse Dansee Op.57 No.2

Dèsir Op.57 No.1

Enigme Op.52 No.2

Etudes Op.2 No.1, Op.8, Op.42 No.s 4 & 5

Feuillet d’Album Op.45 No.1

Poème fantastique Op.45 No.2

Poèmes Op.32 No.2, Op.69 No.s 1 & 2

Prelude & Nocturne Op.9

Preludes Op.33 No.s 1-4, Op.45 No.3, Op.49 No.2 & Op.51 No.2

Sonatas No.s 1, 3, 4, 9 & 10

Vers la flamme Op.72
TCHAIKOVSKY

Concerto No.1
STRAVINSKY

Petrouchka